# Жорняки (Кременчуцький район)
Жорняки́ — село в Україні, у Глобинській міській громаді Кременчуцького району Полтавської області. Населення становить 3 особи.

## Географія
Село розташоване за 2-а км від села Павлівка.

## Історія
12 червня 2020 року, відповідно до розпорядження Кабінету Міністрів України № 721-р «Про визначення адміністративних центрів та затвердження територій територіальних громад Полтавської області», село увійшло до складу Глобинської міської громади.
19 липня 2020 року, в результаті адміністративно - територіальної реформи та ліквідації Глобинського району, село увійшло до складу новоутвореного Кременчуцького району.

## Населення
Населення станом на 1 січня 2011 року становить 3 особи.
- 2001 — 12
- 2011 — 3

### Мова
Розподіл населення за рідною мовою за даними перепису 2001 року:
| Мова       | Кількість | Відсоток |
| ---------- | --------- | -------- |
| українська | 11        | 91.67%   |
| румунська  | 1         | 8.33%    |
| Усього     | 12        | 100%     |